# Belmont-sur-Yverdon
Belmont-sur-Yverdon är en ort och kommun i distriktet Jura-Nord vaudois i kantonen Vaud, Schweiz. Kommunen har 443 invånare (2023).